# Igreja de Santo Agostinho (Valeta)

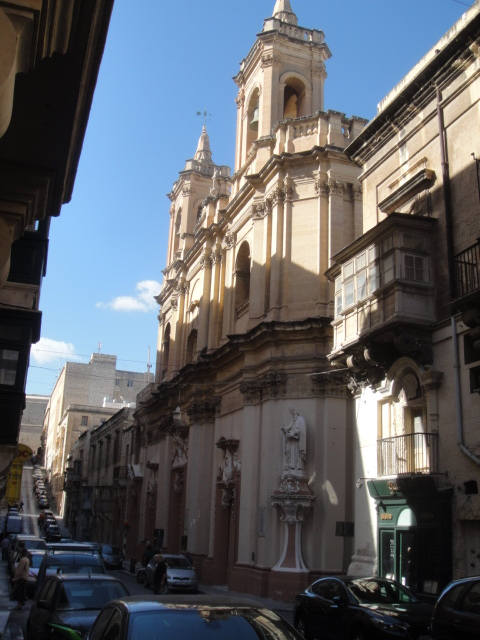
Igreja de Santo Agostinho

A Igreja de Santo Agostinho é uma igreja na cidade de Valeta, em Malta.